# Praus
Préaux és un municipi francès situat al departament de l'Ardecha i a la regió d'Alvèrnia-Roine-Alps. L'any 2007 tenia 555 habitants.

## Demografia

### Població
El 2007 la població de fet de Préaux era de 555 persones. Hi havia 219 famílies de les quals 48 eren unipersonals (36 homes vivint sols i 12 dones vivint soles), 64 parelles sense fills, 79 parelles amb fills i 28 famílies monoparentals amb fills.
La població ha evolucionat segons el següent gràfic:
Habitants censats

### Habitatges
El 2007 hi havia 322 habitatges, 218 eren l'habitatge principal de la família, 58 eren segones residències i 46 estaven desocupats. 310 eren cases i 9 eren apartaments. Dels 218 habitatges principals, 183 estaven ocupats pels seus propietaris, 31 estaven llogats i ocupats pels llogaters i 4 estaven cedits a títol gratuït; 1 tenia una cambra, 18 en tenien dues, 40 en tenien tres, 58 en tenien quatre i 101 en tenien cinc o més. 141 habitatges disposaven pel capbaix d'una plaça de pàrquing. A 66 habitatges hi havia un automòbil i a 125 n'hi havia dos o més.

### Piràmide de població
La piràmide de població per edats i sexe el 2009 era:
| Homes | Edats   | Dones |
| ----- | ------- | ----- |
| 0     | 95 o +  | 0     |
| 0     | 90 a 94 | 4     |
| 0     | 85 a 89 | 4     |
| 4     | 80 a 84 | 16    |
| 8     | 75 a 79 | 12    |
| 8     | 70 a 74 | 0     |
| 24    | 65 a 69 | 12    |
| 4     | 60 a 64 | 16    |
| 16    | 55 a 59 | 8     |
| 24    | 50 a 54 | 12    |
| 32    | 45 a 49 | 16    |
| 36    | 40 a 44 | 24    |
| 12    | 35 a 39 | 20    |
| 12    | 30 a 34 | 16    |
| 4     | 25 a 29 | 4     |
| 24    | 20 a 24 | 16    |
| 16    | 15 a 19 | 16    |
| 44    | 10 a 14 | 16    |
| 16    | 5 a 9   | 16    |
| 8     | 0 a 4   | 8     |

## Economia
El 2007 la població en edat de treballar era de 377 persones, 277 eren actives i 100 eren inactives. De les 277 persones actives 244 estaven ocupades (134 homes i 110 dones) i 33 estaven aturades (15 homes i 18 dones). De les 100 persones inactives 34 estaven jubilades, 42 estaven estudiant i 24 estaven classificades com a «altres inactius».

### Ingressos
El 2009 a Préaux hi havia 242 unitats fiscals que integraven 592,5 persones, la mediana anual d'ingressos fiscals per persona era de 16.706 €.

### Activitats econòmiques
Dels 18 establiments que hi havia el 2007, 1 era d'una empresa alimentària, 6 d'empreses de construcció, 3 d'empreses de comerç i reparació d'automòbils, 2 d'empreses d'hostatgeria i restauració, 4 d'empreses de serveis i 2 d'empreses classificades com a «altres activitats de serveis».
Dels 7 establiments de servei als particulars que hi havia el 2009, 2 eren paletes, 1 guixaire pintor, 1 lampisteria, 1 electricista, 1 perruqueria i 1 restaurant.
Dels 2 establiments comercials que hi havia el 2009, 1 era una botiga de menys de 120 m² i 1 una fleca.
L'any 2000 a Préaux hi havia 30 explotacions agrícoles que ocupaven un total de 624 hectàrees.

## Equipaments sanitaris i escolars
El 2009 hi havia una escola elemental.

## Poblacions més properes
El següent diagrama mostra les poblacions més properes.